# Akreiodesmus minutus
Akreiodesmus minutus är en mångfotingart som beskrevs av Carl 1932. Akreiodesmus minutus ingår i släktet Akreiodesmus och familjen fingerdubbelfotingar. Inga underarter finns listade i Catalogue of Life.